# Куп Републике Српске у фудбалу 1998/99.
Куп Републике Српске у фудбалу 1998/99. је шеста сезона овог такмичења које се одржава на територији Републике Српске у организацији Фудбалског савеза Републике Српске. Прво такмичење је одржано у сезони 1993/94.
У Купу Републике Српске учествују фудбалски клубови са подручја Републике Српске. Клубови нижег нивоа такмичења морају у оквиру подручних савеза изборити учешће у Купу.
Парови се извлаче жребом. До полуфинала се игра по једна утакмица, у полуфуналу две а финална утакмица се игра на стадиону одређеном накнадно или се играју две утакмице.
Ове сезоне одлучено је да се у финалу одигра једна утакмица. Рудар из Угљевика је у финалном мечу 20. јуна 1999. године на Градском стадиону у Бања Луци, пред око 4.000 гледалаца, савладао Слогу из Трна после бољег извођења пенала са 4:3 (у регуларних 90 минута није било голова), тако да је Рудар одбранио трофеј у најстаријем такмичењу Републике Српске.

## Парови и резултати

### Шеснаестина финала
Нема података.

### Осмина финала
Нема података.

### Четвртфинале
Од четвртфинала играло се две утакмице.
| Утак. | Клуб, Место        | Укупан резултат | Клуб, Место      | 1. утакмица | 2. утакмица |
| ----- | ------------------ | --------------- | ---------------- | ----------- | ----------- |
| 1.    | Дрина, Зворник     | 2:4             | Борац, Бања Лука | 1:0         | 1:4         |
| 2.    | Радник, Бијељина   | 1:2             | Слога, Трн       | 1:0         | 0:2         |
| 3.    | Слобода, Нови Град | 1:2             | Боксит, Милићи   | 1:0         | 0:2         |
| 4.    | Јединство, Роћевић | 0:9             | Рудар, Угљевик   | 0:5         | 0:4         |

### Полуфинале
| Утак. | Клуб, Место      | Укупан резултат | Клуб, Место    | 1. утакмица | 2. утакмица |
| ----- | ---------------- | --------------- | -------------- | ----------- | ----------- |
| 1.    | Борац, Бања Лука | 1:2             | Слога, Трн     | 1:2         | 0:0         |
| 2.    | Рудар, Угљевик   | 1:1 (3:1 пен.)  | Боксит, Милићи | 1:0         | 0:1         |

## Финале
20. јун 1999. Градском стадион у Бања Луци, гледалаца 4.000, бољим извођењем једанаестераца Рудар је победио 4:3.
| Клуб, Место    | Резултат       | Клуб, Место |
| -------------- | -------------- | ----------- |
| Рудар, Угљевик | 0:0 (4:3 пен.) | Слога, Трн  |

|                                               |       | ПЕНАЛИ                                            |  |  |  |
| Балабан · Матић · Зарић · Домазетовић · Тимић | 4 - 3 | Секулић · Старчевић · Поповић · Калаба · Згоњанин |  |  |  |
| Рудар је први шутирао                         |       |                                                   |  |  |  |
|                                               |       |                                                   |  |  |  |

| Победник Купа Републике Српске у фудбалу 1998/99. |
| ------------------------------------------------- |
| Рудар Угљевик 2. титула                           |